# Список персонажів «RahXephon»
Це список персонажів аніме-серіалу RahXephon. Автор дизайну Акіхіро Ямада.

## Каміна Аято
Каміна Аято (яп. 神名綾人) — сімнадцятирічний хлопець, школяр, захоплюється живописом і хоче стати художником. Батька не пам'ятає, мати постійно на роботі. До певного моменту уявлення не мав про своє незвичайне призначення, вважаючи себе звичайною людиною.
Розумний, сильний духом і цілеспрямований, не боїться брати на себе відповідальність і діяти відповідно до ухваленого рішення. Навіть з важких зривів, викликаних сильними травмуючими переживаннями (зрозумів, що його мати — не людина, дізнався про власну нелюдську природу, через обставини убив дівчину, що любила його, і не тільки це) вибирається сам і продовжує жити. Погоджується брати участь в боях з єдиної причини — тому що це необхідно, щоб захистити тих, кого він любить. При всьому цьому — зовсім не супермен: коливається, помиляється і впадає в юнацький максималізм.
Альтернативне ім'я Аято — «Орін» (Ollin) — на мові корінних жителів Мексики означає «рух». Слово так само є частиною імені їх бога сонця — Оллін Тонатіу (Ollin Tonatiuh). У теж час ім'я меха Аято — Разефон, де Ра — єгипетський бог Сонця.
Сейю: Сімоно Хіро

## Сіто Харука
Сіто Харука (яп. 紫東遥) — 26 років. Офіцер організації TERRA. Військове звання — капітан. Народилася в один рік з Аято, жила в Токіо, ходила з Аято в школу, любила його. У момент ізоляції Токіо опинилася за його межами — їздила з батьками до родичів — через що не потрапила в захоплену область. Присвятила все своє життя тому, щоб знову зустрітися з коханим, для чого і вступила в «Теру». Через різницю у часі на момент, показаний в аніме, Харука встигла стати дорослою жінкою, на відміну від Аято.
За характером Харука дуже сильна та впевнена в собі особа. Ніколи не вагається різикнути своїм життям, особливо якщо це допоможе Аято. Вона також має веселу вдачу та легко сходиться з іншими людьми.
Сейю: Хісакава Ая

## Каміна Мая

Каміна Мая

Каміна Мая (яп. 神名麻弥) — мати Аято. Народилася людиною, але згодом увійшла в контакт з муліанами і стала однією з них. Є главнокомандуючою силами Му в Токіо Юпітер.
У фільмі вона встигла зачати дитину від людини, яка згодом загинула, в серіалі Аято — прийомний син Маї. Мая знала, що синові належить стати пілотом Разефона, і намагалася уберегти його від сильних прив'язанностей, щоб йому легко було прийняти свою долю. Але коли події пішли не за сценарієм, дозволила Аято вибрати свій шлях самостійно.
Сейю: Ітіко Хасімото

## Кісарагі Куон

Кісарагі Куон

Кісарагі Куон (яп. 如月久遠) — дівчина з таємничим минулим, що знаходиться під постійним спостереженням і контролем. Вважається сестрою Кісарагі Іцукі, хоча фактично нею не є. Багато що знає і багато що передчуває. До Аято із самого початку звертається «Орін» (тобто «виконавець»), сприймає його як близького. Пізніше виявляється, що Куон — ще один пілот Разефона, чистокровна Му.
Сейю: Хоко Кувасіма

## Місима Рейко

Місима Рейко

Місима Рейко (яп. 美嶋玲香) — загадкова дівчина, яка періодично з'являється поряд з Аято. Він знає Місиму як свою однокласницю, яку в день нападу «Тери» на Токіо зустрів в руїнах і разом з якою знайшов Разефон. В той же час вона — явно щось набагато більше. Місима з'являється немов нізвідки і допомагає Аято в боях. Вона гине, але потім знову з'являється цілою і неушкодженою. Безумовно Рейко пов'язана з Разефоном, але дійсний характер цього зв'язку залишається загадкою.
У повнометражному фільмі майже всі епізоди з Місимой пропущені. Вона представлена лише як спогад Аято про Харуку.
Альтернативне ім'я Рейкі — «Ікстлі» (Ixtli) — знову в перекладі з того ж індіанського діалекту означає «особу», «око» або «поверхню». Це слово має безліч значень, одне з яких позначає людину, яка стає «особою» або «оком» бога в виді жерця або жриці.
Сейю: Маая Сакамото

## Канагі Дзін

Канагі Дзін

Канагі Дзін (яп. 功刀仁) — командувач «Тера». На перший погляд виглядає жорстоким маніпулятором, що бачить в людях перш за все функції, які потрібно якось застосувати, і що не озвертає уваги на їх почуття. Насправді він лише людина, фанатично вірна своїй справі. Про підлеглих піклується, але робить це не демонстративно. Живе з постійним болем — на початку війни з Му у нього загинула дочка.
Сейю: Дзедзі Наката

## Ернст фон Барбем

Ернст фон Барбем

Ернст фон Барбем— загадкова особа, «тіньовий» керівник «Тера». Багато років тому він відвідав світ Му, брав участь там в створенні Разефона, доклав руку до більшості пов'язаних з Му подій нашого світу. Один з тих, хто хоче за допомогою Разефона переробити світ за власним бажанням. Засновник і єдиний керівник «Барбем Фандейшенз» — організації, що займається дослідженнями, пов'язаними з технологіями Му, зокрема, із створенням штучних людей.
Сейю: Іємаса Каюмі

## Рікудо Суго

Рікудо Суго

Рікудо Суго— немолодий чоловік, що спочатку представляється лише як дядько Харукі і Мегумі, господар будинку на острові Нірай куди «Тера» поселяє Аято. Згодом з'ясовується, що він — прийомний батько Каміно Маї і у минулому — активний учасник подій, в результаті яких склалася наявна ситуація з Му. Спокійний, розсудливий, любить грати в шьогі.
Сейю: Тікао Оцука

## Ягумо Соїті
Ягумо Соїті (яп. 八雲総一)

Ягумо Соїті

— майор, помічник командувача Канагі. Молодий, доброзичливий, дуже поважає командувача. Має гарні стосунки з товаришами по службі, популярний у жіночої частини колективу. На відміну від командувача — вельми емоційний.
Сейю: Кокі Міята

## Кісарагі Іцукі

Кісарагі Іцукі

Кісарагі Іцукі (яп. 如月樹) — вчений, доктор наук, керівник відділу досліджень, що займається науковими питаннями, пов'язаними з роботою «Тери». Відповідає за роботу з Разефоном і із залишками знищених об'єктів Му, здійснює контроль стану Куон і Аято. Називає Куон своєю сестрою, піклується про неї і береже, як може, хоча і знає, що вона йому не родичка.
Сейю: Міцуру Міямото

## Футагамі Йохі

Футагамі Йохі

Футагамі Йохі- середніх років чоловік, з'являється в серіалі як журналіст, що отримав виняткове право на висвітлення роботи «Тера». Скрізь лізе, у всіх намагається щось вивідати, виявляючи при цьому надзвичайно широку обізнаність.
Сейю: Кацуносуке Хорі

## Нанаморі Саєко

Нанаморі Саєко

Нанаморі Саєко- асистентка доктора Кісарагі. Працює в його лабораторії, займається аналізом матеріалу, отриманого при битвах з об'єктами муліан. Закохана в начальника, страждає без взаємності.
Сейю: Ацуко Танака

## Елві Хад'ят

Елві Хад'ят

Елві Хад'ят- спочатку командир ескадрильї, потім — перший лейтенант і командир ВВС «Тера». Сувора і прямолінійна, справжній боєць. Любить випити. Подруга Харукі. Спочатку влаштувала бійку через те, що при викраданні Аято всі пілоти, окрім неї, загинули, «щоб витягнути цього замірока». Потім вважала для себе принизливим в бою покладатися на Аято, і була обурена тим, що «з дитини зробили бойову машину».
Сейю: Ю Сугімото

## Ісікі Макото

Ісікі Макото

Ісікі Макото (яп. 色真) — координатор Земного Альянсу, згодом на деякий час — головнокомандувач «Тера». Спочатку був присланий для нагляду за тим, що відбувається в «Тера» і особисто за головнокомандуючим. Друг дитинства Кісарагі Іцукі. Зарозумілий, від своїх підлеглих вимагає безумовної особистої відданості. Не дуже розумний, але енергійний.
Сейю: Тосіхіко Секі

## Сіто Мегумі

Сіто Мегумі

Сіто Мегумі (яп. 紫東恵) — молодша сестра Харукі, спочатку стажер, а потім офіцер «Тери». Запальна, але добра дівчина. У перших серіях небайдужа до Ягумо. З часом закохується в Аято, але, дізнавшись про відчуття сестри і побачивши, що вони взаємні, знаходить в собі сили не намагатися вставати у сестри на шляху.
Сейю: Аяко Кавасумі

## Кім Хотару

Кім Хотару

Кім Хотару (яп. 金湖月) — лейтенант, подруга Мегумі. Під час першого нападу Муліан в Австралії її батьки загинули, і вона працює в «Тера», щоб помститися за них.
Кім знаходиться з Ягумо в близьких відносинах, які обидва вони прагнуть не афішувати на роботі.
Сейю: Фуміко Орікаса

## Асахіна Хіроку

Асахіна Хіроку

Асахіна Хіроку (яп. 朝比奈浩子) — однокласниця Аято, так само, як і він, залишилася в Токіо. Закохана в Аято, але без взаємності. На власний жах, вона мутувала і починає перетворюватися на Му. Коли Аято на короткий час повертається до Токіо, Асахіна біжить звідти разом з ним, але зрештою гине від його ж рук.
Сейю: Юмі Какадзу

## Торігай Мамору

Торігай Мамору

Торігай Мамору (яп. 鳥飼守) — однокласник і приятель Аято. Як з'ясовується згодом, насправді Мамору — муліан, офіцер служби безпеки, приставлений до Аято для спостереження. Проте при цьому він закоханий в Асахіну абсолютно щиро. Після її загибелі Мамору хвилює тільки одне — помститися Аято.
Сейю: Хірофумі Нодзіма